# Gyeyang-Arena
Die Gyeyang-Arena ist eine große Sporthalle in Incheon, Südkorea. Die Halle wurde 2006 erbaut und wird seit 2013 regelmäßig für Volleyballspiele der professionellen V-League genutzt.
2013 zogen mit der Männermannschaft Incheon Korean Air Jumbos und der Frauenmannschaft Incheon Heungkuk Life Insurance Pink Spiders zwei Volleyball-Franchises nach Incheon. Die Arena dient seitdem als Austragungsort beider Mannschaften. 2014 wurde die Halle zudem für die Asienspiel-Disziplin Badminton genutzt.